# Forum Kina Europejskiego „Cinergia”
Forum Kina Europejskiego „Cinergia” – festiwal filmowy odbywający się od 1992 roku w Łodzi. Jego pomysłodawcą i organizatorem od pierwszej edycji jest Sławomir Fijałkowski, założyciel kina Charlie oraz prezes Stowarzyszenia „Łódź Filmowa”. Naczelną ideą „Cinergii” jest upowszechnianie i promocja kina artystycznego, stanowiącego alternatywę wobec głównego nurtu – zarówno filmów nowych, jak i klasycznych bądź zapomnianych. W 2010 roku formuła festiwalu została wzbogacona o sekcję konkursową, w której najnowsze europejskie debiuty walczą o Kryształową Łódkę przyznawaną przez międzynarodowe, zmieniające się co roku jury.
Pierwsza edycja Forum Kina Europejskiego odbyła się w 1992 roku w dniach 27 listopada – 6 grudnia w dwóch łódzkich kinach, Przedwiośniu oraz kinie Łódzkiego Domu Kultury. Festiwal miał wówczas formułę przeglądu i nie nosił jeszcze nazwy „Cinergia”. Od III edycji w 1994 jego główną rezydencją stało się nowo powstałe kino Charlie, w którym festiwal odbywa się do dzisiaj niezależnie od zmian pozostałych instytucji partnerskich. Impreza odbywała się corocznie aż do 2005 roku, kiedy to nastąpiła czteroletnia przerwa, a następnie powrót w 2009 roku, gdy miała miejsce czternasta edycja festiwalu. Od 2010 roku festiwal funkcjonuje jako Forum Kina Europejskiego „Cinergia”. Poza Złotą Łódką w latach 2011–2012 na festiwalu przyznano ufundowane przez PWSFTviT nagrody im. Andrzeja Munka dla najlepszych debiutantów w kategorii reżyser i operator polskiego filmu. Ponadto, na XVIII edycji „Cinergii” w 2013 roku mianowano pierwszego honorowego Ambasadora Łodzi Filmowej – tytuł ten przypadł Agnieszce Holland. Festiwal stanowił także wielokrotnie miejsce wręczania Złotych Glanów, nagród kina Charlie dla twórców niepokornych i bezkompromisowych.
Forum Kina Europejskiego od początku swojego istnienia stanowi jedno z najważniejszych wydarzeń w kulturalnym kalendarzu Łodzi i jedną z wizytówek kultury filmowej miasta. Jest jednym z najstarszych i największych festiwali ambitnego kina w Polsce. Jego repertuar był zawsze szeroki i obejmował kilka sekcji tematycznych, na które składają się zazwyczaj przeglądy wybranych nurtów i kinematografii narodowych, retrospektywy wybitnych twórców kina, przeglądy etiud filmowych studentów PWSFTviT czy krótkich animacji. Formuła jest zróżnicowana i bogata w wydarzenia – poza seansami odbywają się tu seminaria, spotkania z twórcami, wystawy, koncerty, a nawet pokazy mody („Cinema en Vogue”).
Forum było miejscem ważnych wydarzeń dla kultury filmowej w Polsce. Jak wspomina w swojej książce Kino Plus Krzysztof Kucharski: „[n]a Forum publiczność mogła po raz pierwszy w Polsce (w 1993 roku) obejrzeć retrospektywę twórczości Pedro Almodóvara, a także reżyserskie wersje filmów Kobieta samotna Holland czy Rękopisu znalezionego w Saragossie Hasa. Wydarzeniem VII FKE był pokaz francuskiego filmu z 1962 roku, z udziałem reżysera (Jacques Baratier), Lalka (La Poupée), z nie oglądaną w Polsce rolą Zbyszka Cybulskiego”.